# Aucula jenia
Aucula jenia là một loài bướm đêm trong họ Noctuidae.